# Дубовая Гряда (Жлобинский район)
Дубовая Гряда (бел. Дубовая Града) — посёлок в Папоротнянском сельсовете Жлобинского района Гомельской области Белоруссии.

## География

### Расположение
В 18 км на юго-запад от Жлобина, 3 км от железнодорожной станции Мормаль (на линии Жлобин — Калинковичи), 77 км от Гомеля.

## Гидрография
На севере мелиоративные каналы.

## Транспортная сеть
Транспортные связи по просёлочной, а затем автомобильной дороге Папоротное — Жлобин. Застроен деревянными усадьбами вдоль просёлочной дороги.

## История
Основан в начале XX века переселенцами из соседних деревень. Второе название посёлка — Лапти, которая привилась от фамилии первых четырёх поселенцев — Лапотных. В 1932 году жители вступили в колхоз. Во время Великой Отечественной войны в ноябре 1943 года оккупанты сожгли 23 двора. 16 жителей погибли на фронтах. В 1962 году к посёлку присоединён посёлок Рекорд. В составе колхоза «Искра» (центр — деревня Папоротное).

## Население

### Численность
- 2004 год — 4 хозяйства, 5 жителей.

### Динамика
- 1925 год — 8 дворов.
- 1940 год — 25 дворов, 95 жителей.
- 1959 год — 81 житель (согласно переписи).
- 2004 год — 4 хозяйства, 5 жителей.